# Anastasia de Kiev
Anastasia de Kiev (en húngaro: kijevi Anasztázia) (c. 1023-1096) Reina Consorte de Hungría, esposa del rey Andrés I de Hungría.

## Biografía

### Anastasia como reina consorte de Hungría
Anastasia nació alrededor de 1023, hija del Gran Príncipe de Kiev Yaroslav I el Sabio y una princesa sueca de nombre Ingegerd Olofsdotter.
Cuando el noble húngaro Vazul conoció los designios hereditarios de San Esteban I de Hungría en cuanto a que el nuevo monarca de Hungría sería Pedro Orseolo, todo el poder de la corona húngara cayó sobre el inconforme pretendiente del trono. Vazul fue cegado y posteriormente murió. Sus tres hijos: Andrés, Levente y Béla abandonaron el reino, los dos primeros huyendo al Rus de Kiev y el segundo a suelo polaco. Andrés fue bien recibido por Yaroslav I y pronto en 1038 le entregó a su hija Anastasia como esposa, celebrándose la boda en suelo Kievita.
Casi una década después, el reino húngaro de Pedro Orseolo se precipitaba en un abismo de inestabilidad, hasta que en 1046 estallaron disturbios paganos por todos los rincones de Hungría, conociéndose como la Revuelta de Vata. Pronto Andrés fue llamado de vuelta al reino para ocupar el trono en lugar de Pedro Orseolo y siendo coronado el mismo año como Andrés I de Hungría.
Anastasia siguió a su marido a Hungría y residiendo mucho tiempo en la Península de Tihany, donde fue fundado un monasterio. Residía mucho tiempo en el monasterio de Tormova en la provincia de Bihar, al cual hizo llevar un grupo de monjas rusas.
Temiendo ya morir sin herederos, Andrés I se preparó a heredarle el reino húngaro a su hermano menor Béla, sin embargo, cerca de 1053 Anastasia dio a luz un hijo varón el cual fue llamado Salomón. Al poco tiempo, Anastasia tuvo un segundo hijo varón llamado David, ante lo cual Andrés I se apresuró a coronar a su hijo mayor, para evitar que el tío de los infantes, Béla, se apoderase de la corona húngara.
En la Batalla junto al río Tisza, el príncipe Béla entró con sus ejércitos y venció a su hermano el rey Andrés I, quien murió durante la huida. Anastasia se apresuró a escapar y se refugió con sus dos hijos en el Sacro Imperio Romano Germánico, bajo la protección del cuñado del pequeño Salomón, el propio emperador germánico Enrique IV. Salomón y Judit de Suabia, la hermana menor del nuevo emperador habían sido comprometidos en matrimonio en 1058, lo cual resultó una jugada política en extremo hábil y conveniente.

### Anastasia bajo el reinado de su hijo Salomón
Béla gobernó como Béla I de Hungría durante tres años hasta 1063 muriendo cuando los ejércitos de Salomón y el emperador germánico se aproximaban para recuperar la corona húngara. Salomón fue coronado y ejerció una política externa muy orientada hacia el Sacro Imperio Germánico, lo que generó el descontento de muchos nobles. Por otra parte, los hijos del fallecido rey Béla I habían regresado al reino discutieron la paz con Salomón. Los jóvenes príncipes Ladislao y Géza, condujeron incontables batallas junto a su primo el rey Salomón, expulsando a los invasores bárbaros pechenegos y cumanos que asolaban al Reino de Hungría.
Sin embargo, Salomón se sentía constantemente amenazado por la presencia de sus primos y pronto un gobernador de provincia y caballero húngaro llamado Vid, intrigó contra de los príncipes. Al poco tiempo Salomón atacó frontalmente en varias ocasiones a sus primos generando un conflicto interno en el reino que parecía sin solución.
La Crónica de Thuróczy guarda una citación de Anastasia reclamándole a su hijo Salomón:

Querido hijo mío! Ya no me escuchas ni a mí, ni a tu Consejo Real. Por el contrario, escuchas solamente a Vid. ¿Qué sucede contigo? Te pierdes a ti mismo y a tu gente. Pues no te advierto que sea suficiente para ti la Corona Húngara, vive en paz con tus primos, dales su parte del Reino. Ahora pues, Vid no puede ser un príncipe, y tú no puedes conservar tu poder real
Crónica de Thuróczy

 Ante estas palabras Salomón golpeó a su madre, y solamente su esposa Judit le impidió que lo volviese a hacer. Anastasia no consiguió disuadir a Salomón de abandonar su pugna contra sus primos.
Tras la derrota de Salomón en la Batalla de Mogyoród en 1074, Anastasia huyó a la región de Moson buscando santuario y posteriormente se refugió en Bratislava. Probablemente arribó entonces a Estiria donde vivió sus últimos años en un monasterio hasta 1096.
| Predecesor: Carlota de la Casa de Árpad | Reina consorte de Hungría 1046-1060 | Sucesor: Riquilda de Polonia |